# Józefów (powiat garwoliński)
Józefów – wieś sołecka w Polsce, położona w województwie mazowieckim, w powiecie garwolińskim, w gminie Górzno.
W latach 1975–1998 miejscowość należała administracyjnie do województwa siedleckiego.
Wierni Kościoła rzymskokatolickiego należą do parafii św. Jana Chrzciciela w Górznie.